# فاليري ميريس
فاليري ميريس (بالفرنسية: Valérie Mairesse)‏ هي ممثلة المسرح والسينما الفرنسية. ولدت في 8 يونيو 1955 في باريس، فرنسا.

## أعمال

### مسرح
| سنة     | عنوان                   | مؤلف                    | مخرج                | ملاحظات                                      |
| ------- | ----------------------- | ----------------------- | ------------------- | -------------------------------------------- |
| 1975    | رأسي مريض               | لو سبلينديد             | لو سبلينديد         |                                              |
| 1981    | شريط الأرنب             | جوزيان بالاسكو          | جوزيان بالاسكو      |                                              |
| 1985    | زوجة بيكر               | مارسيل باجنول           | جيروم سافاري        |                                              |
| 1988    | الزوجة السابقة في حياتي | جوزيان بالاسكو          | جوزيان بالاسكو (2)  |                                              |
| 1989    | البرجوازي النبيل        | موليير                  | جيروم سافاري (2)    |                                              |
| 1993    | لو بريكس مارتن          | يوجين لابيش             | دانيال بنوين        |                                              |
| 1993    | الكدريل                 | ساشا جيتري              | دانيال بينوين (2)   |                                              |
| 1995    | رانديفو                 | نيل سايمون              | ريموند أكوافيفا     |                                              |
| 1997    | لا سربرايز دي لامور     | بيير دي ماريفو          | روبرت فورتشن        | تم ترشيحها - جائزة موليير لأفضل ممثلة مساعدة |
| 1999    | محبة التخريب            | اميلي نوثومب            | أنابيل ميلوت        |                                              |
| 1999    | الوهمي غير صالح         | موليير                  | فرانسوا بورسييه     |                                              |
| 2004    | فيديو مجنون!            | جورج فيديو              | فرانسوا تيلي        |                                              |
| 2005    | مناجاة المهبل           | حواء انسلر              | إيزابيل راتير       |                                              |
| 2006    | نوي بلانش               | جيرالد أوبير            | جيلداس بوردت        |                                              |
| 2009    | الدردشة في poche        | جورج فيديو              | بيير لافيل          |                                              |
| 2011    | مناجاة المهبل           | حواء انسلر              | إيزابيل راتير       |                                              |
| 2011-13 | بويك بويك               | جان جيرولت وجاك فيلفريد | ليونيل استر         |                                              |
| 2014    | روميو وجوليت            | وليام شكسبير            | نيكولاس بريانسون    | تم ترشيحها - جائزة موليير لأفضل ممثلة مساعدة |
| 2015    | حزب في اليونان          | ويلي راسل               | ماري باسكال أوستريث |                                              |
| 2016    | أمي هي باندا            | ويلي ليختى              | ديدييه برنغارث      |                                              |

## روابط خارجية
- فاليري ميريس على موقع IMDb (الإنجليزية)
- فاليري ميريس على موقع ألو سيني (الفرنسية)
- فاليري ميريس على موقع ميوزك برينز (الإنجليزية)
- فاليري ميريس على موقع أول موفي (الإنجليزية)
- فاليري ميريس على موقع قاعدة بيانات الأفلام السويدية (السويدية)
- فاليري ميريس على موقع ديسكوغز (الإنجليزية)
- فاليري ميريس على موقع قاعدة بيانات الفيلم (الإنجليزية)
- فاليري ميريس على موقع كينوبويسك (الروسية)